# Bruno Schmitz
Pour les articles homonymes, voir Schmitz.
Bruno Schmitz, né le 21 novembre 1858 à Düsseldorf et mort le 27 avril 1916 à Berlin, était un architecte prussien. Typique représentant de l'éclectisme fin de siècle de l'Allemagne wilhelmienne, il est resté célèbre pour ses monuments commémoratifs patriotiques dont le plus connu est le gigantesque Völkerschlachtdenkmal de Leipzig.

## Biographie

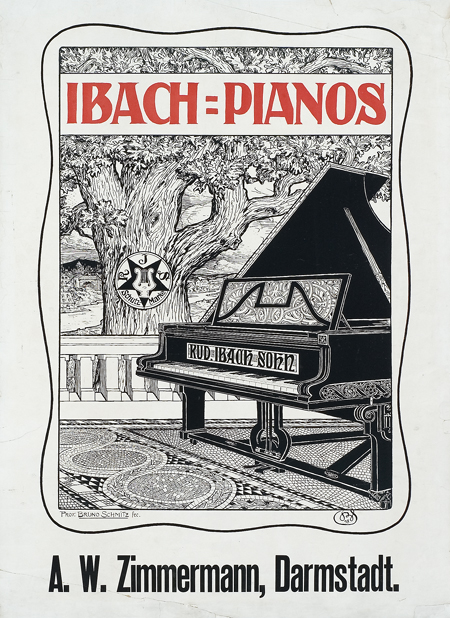
Affiche „Ibach-Pianos“ de 1898 par Bruno Schmitz

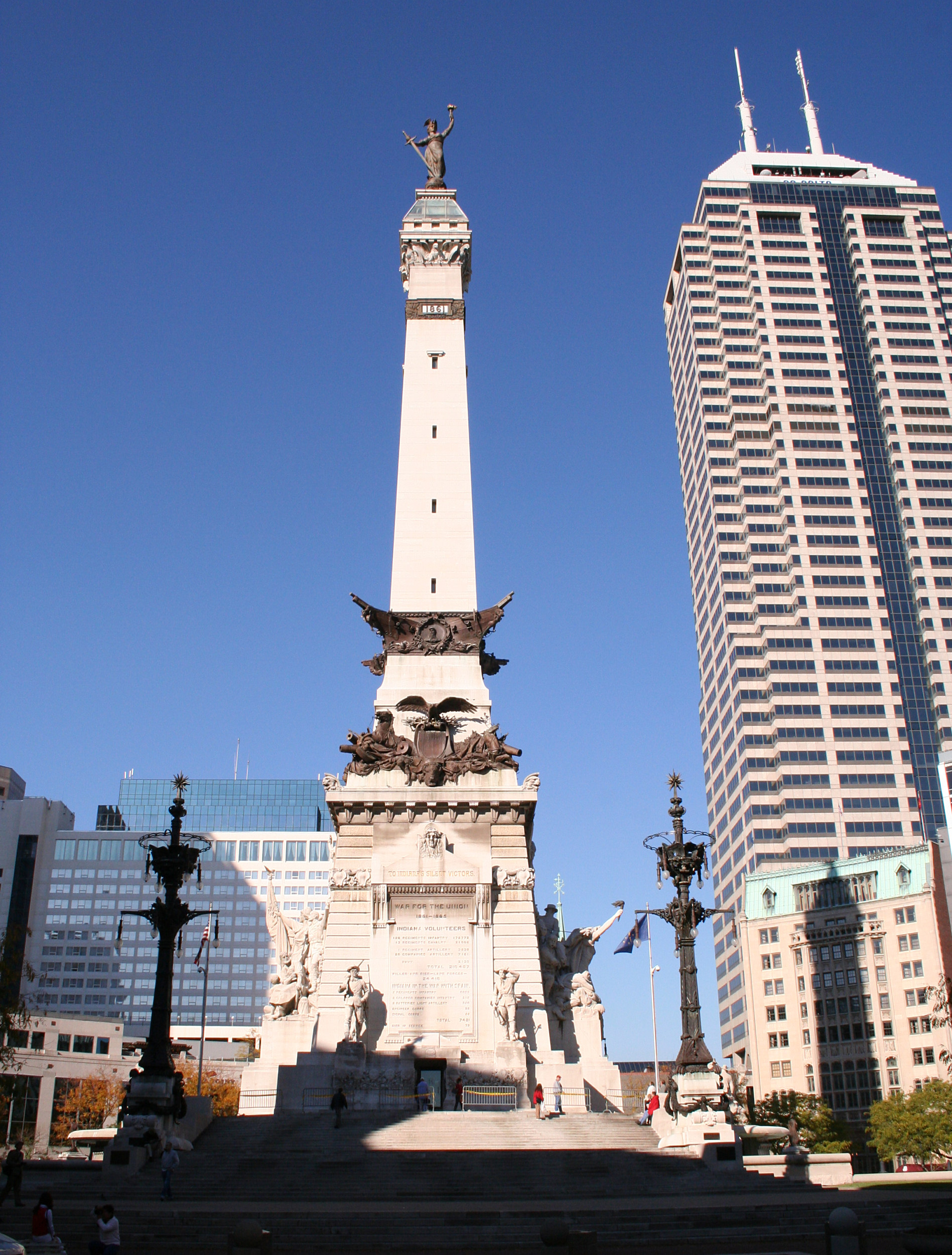
Soldiers' and Sailors' Monument, Indianapolis

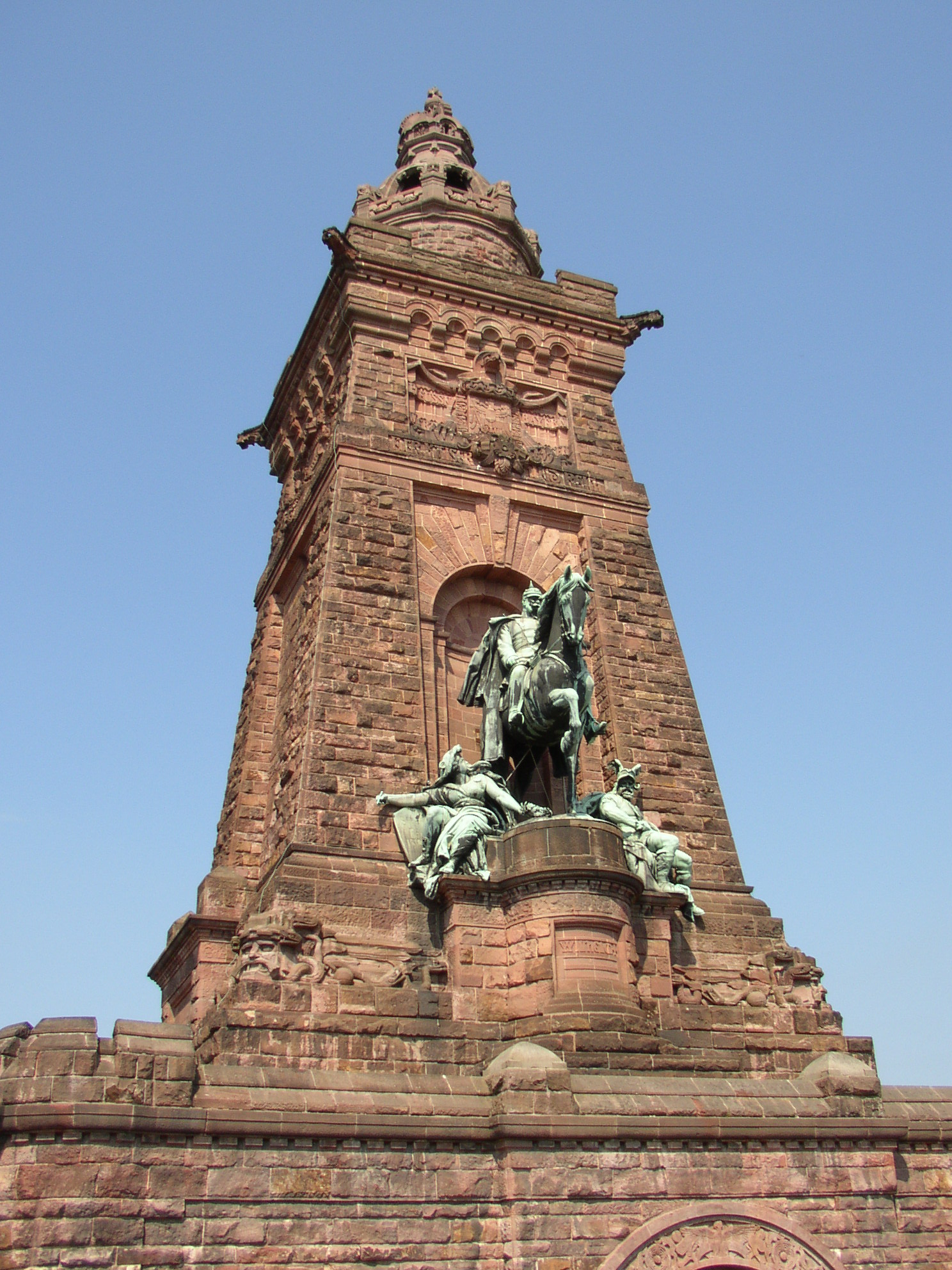
Monument du Kyffhäuser

Fils d'un tailleur et marchand de tissus, Bruno Schmitz montra des dispositions précoces pour le dessin. Il entra en 1875 à l'Académie des beaux-arts de Düsseldorf dans l'idée de devenir peintre mais son père l'incita à choisir l'architecture. Il eut pour professeur Wilhelm Lotz. Nanti de son examen de sortie en 1878, il collabora les années suivantes à plusieurs ateliers d'architectes et commença à se faire remarquer par ses soumissions de projets.
En 1883, il remporta trois concours, tous trois hors d'Empire allemand. L'un pour une maison d'artistes à Amsterdam (le projet n'eut pas de suite), un autre en Autriche pour le Musée provincial de Linz (Palais Francisco-Carolinum), qui fut édifié les années suivantes, et pour le Monument à Victor-Emmanuel II, à Rome. Dans cette dernière compétition il obtint le 1er prix concurremment avec deux autres projets, mais c'est celui de l'Italien Giuseppe Sacconi, au vrai très proche du sien, qui eut finalement la préférence. Toujours est-il que ce travail semble avoir aiguillé sa vocation vers le gigantisme commémoratif.
À partir de 1885 il s'installa à Berlin mais voyagea beaucoup les années suivantes à travers l'Europe, ainsi qu'aux États-Unis où il alla superviser en 1888 la mise en chantier du Soldiers' and Sailors' Monument d'Indianapolis.
Les années 1890 furent sa période de plus grande activité, avec le lancement des grands monuments patriotiques allemands auxquels il a attaché son nom.
Il est inhumé au cimetière du Nord de Düsseldorf.

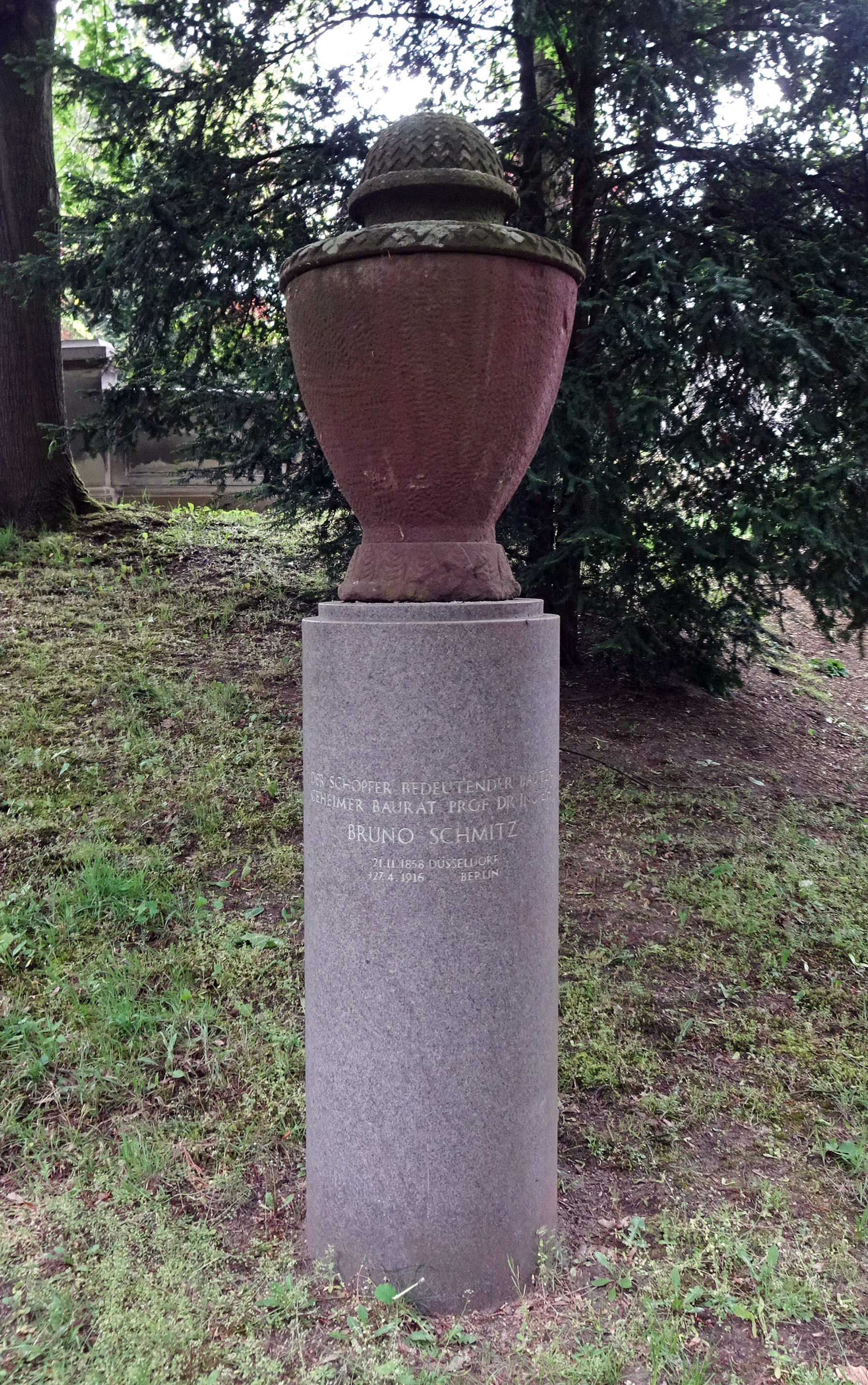
Sépulture.

## Réalisations

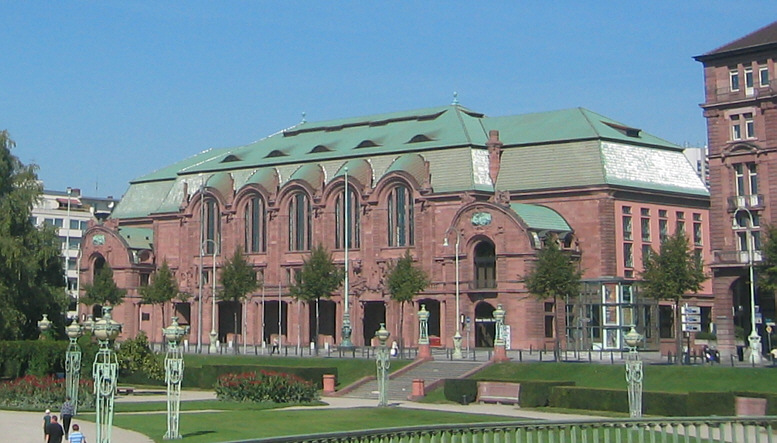
Palais Rosengarten, Mannheim

- 1883-1895 : Palais Francisco-Carolinum du musée de Linz (Autriche)
- 1888-1893 : Soldiers' and Sailors' Monument, Indianapolis (États-Unis)
- 1892-1895 : Tonhalle, Zurich (Suisse)
- 1892-1896 : Monument à Frédéric 1er Barberousse, Kyffhäuser
- 1892-1896 : Monument à l'empereur Guillaume Ier, Porta Westfalica
- 1894-1897 : Monument du Deutsches Eck, Coblence
- 1896 : Monument à l'impératrice Augusta, Coblence
- 1898-1913 : Völkerschlachtdenkmal (avec Clemens Thieme et Franz Metzner), Leipzig
- 1899-1900 : Villa Stollwerck, Cologne (non conservé)
- 1899-1900 : Tour Bismarck d'Unna
- 1899-1903 : Palais Rosengarten, Mannheim
- 1901 : Monument à l'empereur Guillaume, Halle (détruit après 1945)
- 1903-1904 : Mausolée familial du banquier Aschrott, cimetière juif de Berlin-Weißensee
- 1905-1907 : Restaurant Weinhaus Rheingold, Berlin avec Franz Metzner (bombardé en 1943 puis détruit)